# Betty Wright
Pour les articles homonymes, voir Wright.
Bessie Regina Norris, dite Betty Wright, est une chanteuse américaine née le 21 décembre 1953 à Miami en Floride et morte le 10 mai 2020 dans la même ville.
Elle s'est rendue célèbre dans les années 1970 avec des tubes tels que Clean Up Woman et Tonight Is the Night. Elle reçoit un Grammy en 1975.

## Biographie

### Jeunesse
Bessie Regina Norris est la fille de la chanteuse Rosa Akins Braddy-Wright. Durant son enfance, elle chante avec ses frères dans le groupe de gospel familial, baptisé Echoes of Joy. Elle devient choriste pour d'autres artistes, adopte le nom de scène Betty Wright et entame une carrière solo.

### Carrière
Betty Wright se fait connaître notamment grâce au single Girls Can't Do What the Guys Do, qui se classe dans le Top 40 du Billboard Hot 100 en 1968. Son premier album est intitulé My First Time Around. Betty Wright enregistre ses plus grands succès dans les années 1970. Clean Up Woman atteint la 2de place du hit-parade rhythm and blues en 1971 et la 6e du Hot 100 l'année suivante. En 1975, Tonight Is the Night figure à la 28e place du classement R&B. La chanteuse reçoit un Grammy pour la chanson Where Is the Love?. Un morceau composé par Stevie Wonder figure sur son album Betty Wright, édité en 1981.
Au cours des années 1990, ses chansons sont échantillonnées par d'autres artistes, qui les utilisent parfois sans en avoir obtenu la permission. Elle attaque Color Me Badd en justice et obtient un dédommagement du groupe, qui utilise sa voix sur le tube I Wanna Sex You Up. La chanteuse enregistre une diss song critiquant Color Me Badd et leur producteur Dr. Freeze. Par la suite, un extrait de Clean Up Woman est utilisé par Puff Daddy sur le titre Real Love de Mary J. Blige et un extrait de Girls Can't Do What the Guys Do figure sur le titre Upgrade U de Beyoncé.
Betty Wright devient professeure de chant. Au cours des années 1990 et 2000, elle travaille avec des artistes comme Jennifer Lopez et Lil Wayne. Après une longue absence, elle retourne en studio en 2011 pour enregistrer l'album Betty Wright: The Movie avec le groupe The Roots. Son album Living… Love… Lies, sur lequel figure le rappeur Rick Ross, sort en 2014. Elle collabore avec d'autres artistes et chante notamment sur le titre Sanctified, qui figure sur l'album Mastermind de Rick Ross.
Le 10 mai 2020, Betty Wright s'éteint après plus de 46 ans de carrière, à l'âge de 66 ans.

## Style musical
Betty Wright utilise fréquemment la technique du parlé-chanté.

## Discographie

### Albums
- 1968 : My First Time Around
- 1972 : I Love the Way You Love
- 1973 : Hard to Stop
- 1974 : Danger High Voltage
- 1976 : Explosion!
- 1977 : This Time for Real
- 1978 : Live
- 1979 : Travelin' in the Wright Circle
- 1981 : Betty Wright
- 1983 : Wright Back at You
- 1986 : Sevens
- 1987 : Mother Wit
- 1989 : 4u2njoy
- 1990 : Passion & Compassion
- 1994 : B-Attitudes
- 2001 : Fit for a King
- 2011 : Betty Wright: The Movie  (avec les Roots)
- 2014 : Living… Love… Lies

### Singles
- 1966 : Thank You Baby
- 1966 : Paralyzed
- 1968 : Girls Can't Do What Guys Do
- 1970 : Pure Love
- 1971 : Clean Up Woman
- 1972 : Baby Sitter
- 1972 : Is It You, Girl?
- 1972 : I'm Gettin' Tired Baby
- 1973 : It's Hard to Stop (Doing Something When It's Good to You)
- 1973 : Let Me Be Your Lovemaker
- 1973 : It's Bad for Me to See You
- 1974 : Secretary
- 1975 : Where Is the Love ?
- 1975 : Tonight Is the Night
- 1975 : Shoorah! Shoorah !
- 1976 : Slip and Do It
- 1976 : If I Ever Do Wrong
- 1977 : Life
- 1977 : You Can't See for Lookin
- 1978 : Dance With Me (avec Peter Brown)
- 1978 : Tonight Is the Night, Pts. 1 & 2 (live)
- 1979 : Lovin' Is Really My Game
- 1979 : My Love Is
- 1979 : Thank you for the many things you've done
- 1981 : What Are You Gonna Do With It?
- 1981 : Goodbye You Hello Him
- 1983 : She's Older Now
- 1986 : Pain
- 1988 : No Pain, No Gain
- 1988 : After the Pain
- 1989 : From Pain to Joy
- 1989 : Quiet Storm
- 1989 : Keep Love New
- 1990 : How 'Bout Us (avec Grayson Hugh)
- 1994 : For Love Alone
- 2007 : Baby (avec Angie Stone)
- 2011 : Grapes on the Vine (avec Lil Wayne et The Roots)